# Rupert Graves
Rupert Simeon Graves (ur. 30 czerwca 1963 w Weston-super-Mare) – angielski aktor filmowy, telewizyjny i teatralny.

## Życiorys

### Wczesne lata
Urodził się w Weston-super-Mare w hrabstwie Somerset jako syn muzyka i nauczyciela muzyki Richarda Hardinga Gravesa i koordynatorki podróży Mary Lousilli (z domu Roberts). Jako nastolatek był zbuntowanym punkiem. 

### Kariera
W wieku piętnastu lat opuścił szkołę i pojawił się gościnnie w jednym z odcinków serialu Powrót Świętego (The Return of the Saint, 1978), a rok później w serialu Piątka detektywów (The Famous Five, 1979). Wraz z wieloma swymi kolegami szukał bezskutecznie pracy. W 1980 roku zdecydował się wreszcie stanąć do otwartych przesłuchań w Delta Circus, odniósł sukces i przez sześć miesięcy występował z trupą komediową w charakterze klowna cyrkowego. Jego agent postarał się o rolę nieśmiałego Tippinga w sześciu odcinkach serialu Vice Versa (1981), gdzie spodobał się publiczności. Uznanie zdobył w sztuce Zabójstwo pana Toada (The Killing of Mr. Toad, 1983) wystawianej w londyńskim pubie King’s Head. Po udziale w dramacie telewizyjnym Zły i dobry w grze (Good and Bad at Games, 1983), zagrał postać syna włoskiego kompozytora Giacomo Pucciniego w biograficznym teledramacie Puccini (1984). Otrzymał angaż do spektaklu Odpowiedni węglowodan (Sufficient Carbohydrate, 1983/84), który odniósł sukces na scenie Hampstead, a w 1984 roku przeniesiony został na West End. Potem pojawił się jako Ed w londyńskiej produkcji Trylogia miłosna (Torch Song Trilogy, 1984) u boku Harveya Fiersteina. W następnych latach rozgłos przyniosła mu tytułowa rola w przedstawieniu Amadeusz (Amadeus, 1986). Do roku 1986 pracował także w fabryce butów i sklepie z frytkami.
Dla dużego ekranu pozyskał go James Ivory. Wystąpił w dwóch jego filmach; adaptacji powieści E.M. Forstera Pokój z widokiem (A Room with a View, 1985) jako nieopanowany Freddy Honeychurch, brat Lucy (Helena Bonham Carter)  z Maggie Smith i Julianem Sandsem, a także w melodramacie Maurycy (Maurice, 1987) u boku Jamesa Wilby i Hugh Granta. Za rolę Harolda Guppy w komediodramacie Relacje intymne (Intimate Relations, 1996) zdobył nagrodę dla najlepszego aktora na festiwalu filmowym w Montrealu. Wystąpił na Broadwayu w sztukach: Bliżej (Closer, 1999) i Człowiek słoń (The Elephant Man, 2002) jako dr Frederick Treves.

## Życie prywatne
W latach 1987–2000 spotykał się z Yvonne. W 2000 roku związał się z urodzoną w Australii producentką filmową Susie Lewis, z którą się ożenił w 2001. Mają pięcioro dzieci – trzech synów - Josepha (ur. 2003), Noaha i Isaaca oraz dwie córki - Ellę i Zoe.

## Filmografia

### Filmy
- 1985: Pokój z widokiem (A Room with a View) jako Freddy Honeychurch, brat Lucy
- 1987: Maurycy (Maurice) jako Alec Scudder
- 1988: Garść prochu (A Handful of Dust) jako John Beaver
- 1990: Dzieci (The Children) jako Gerald Ormerod
- 1991: Tam, gdzie nie chadzają anioły (Where Angels Fear to Tread) jako Philip Herriton
- 1992: Skaza (Damage) jako Martyn Fleming
- 1994: Szaleństwo króla Jerzego (The Madness of King George) jako Greville
- 1996: Niewinni śpią' (The Innocent Sleep) jako Alan Terry
- 1997: Pani Dalloway (Mrs. Dalloway) jako Warren Smith
- 1997: Bent jako oficer w pociągu
- 1998: Słodycz zemsty (The Revengers' Comedies) jako Oliver Knightly
- 1999: Wybór Ewy (Dreaming of Joseph Lees) jako Joseph Lees
- 1999: Wszyscy moi bliscy (Vsichni moji blizci) jako Nicholas Winton
- 2000: Wynajmę pokój (Room to Rent) jako Mark
- 2002: Extremiści (Extreme Ops) jako Jeffrey
- 2006: V jak Vendetta (V for Vendetta) jako detektyw sierżant Dominic Stone
- 2007: Zgon na pogrzebie (Death at a Funeral) jako Robert, brat Daniela

### Filmy TV
- 1983: Zły i dobry w grze (Good and Bad at Games) jako Guthrie
- 1984: Puccini jako syn Giacomo Puccini
- 1994: Działo zagłady (Doomsday Gun) jako Jones
- 1999: Kleopatra (Cleopatra) jako Oktawian
- 2000: Dziewczyna taka jak ty (Take a Girl Like You) jako Patrick Standish
- 2004: Opowieść z życia lwów (Pride) jako Linus (głos)
- 2014: Worricker – ostateczna rozgrywka (Salting the Battlefield) jako Stirling Rogers

### Seriale TV
- 1978: Powrót Świętego (The Return of the Saint) jako Prefekt
- 1979: Piątka detektywów (The Famous Five) jako Yan
- 1981: Vice Versa jako Tipping
- 1987: Koleje wojny (Fortunes of War) jako Simon Boulderstone
- 1992: Sprawy inspektora Morse’a (Inspector Morse) jako Billy
- 1996: Tajemnice domu na wzgórzu (The Tenant of Wildfell Hall) jako Arthur Huntingdon
- 2002: Saga rodu Forsyte’ów (The Forsyte Saga) jako Jolyon Forsyte
- 2003: Karol II – Władza i namiętność (Charles II: The Power & the Passion) jako George Villiers, książę Buckingham
- 2005: Tajniacy (Spooks) jako William Sampson
- 2010: Wallander jako Alfred Harderberg (odcinek The Man Who Smiled)
- 2010-: Sherlock jako inspektor Lestrade
- 2012: Doktor Who (Doctor Who) jako Riddell
- 2014: Rodzina Warrenów (The Family) jako John Warren
- 2017: 12 małp (12 Monkeys) jako Sebastian
- 2018: Krypton jako Ter-El